# Aeroportul Desroches
Aeroportul Desroches (IATA: DES, ICAO: FSDR) este un aeroport din île Desroches⁠(d), Seychelles.
Situat la o altitudine de 3 m, aeroportul dispune de o singură pistă.